# User Services Platform
User Services Platform (USP)、またはTR-369は、デバイスの管理、監視、および制御のためのブロードバンド・プラットフォームの標準である。家庭用電化製品、IoT、ホームネットワーク、ゲートウェイ、スマートWi-Fiシステム、および仮想サービス向けに設計されている。

## 概要
User Services Platformは、アプリケーションがService Elementを操作できるようにするEndpoint（AgentとController）で構成されている。これらのService Elementは、ネットワークインタフェース、ソフトウェアモジュール、デバイスファームウェア、別のインターフェイスを介してプロキシされるリモート要素、その他のマネージドサービスなど、特定のサービスを形成するオブジェクトとパラメーターのセットで構成されている。
USPは、いくつかのアーキテクチャコンポーネントで構成されている。
- 発見と信頼の確立のためのメカニズム
- トランスポート用のメッセージをエンコードする方法
- エンドツーエンドの機密性、整合性、およびID認証のためのシステム
- 1つ以上のトランスポートプロトコルを介したメッセージトランスポートの方法（このトランスポートプロトコルのセキュリティとともに）
- CRUDモデル（create・read・update・delete）に基づくメッセージのセットに加えて、オブジェクトモデルに基づく操作メカニズムと通知メカニズム（CRUD-ON）
- 要素ごとの承認とアクセス制御
- オブジェクト、パラメーター、操作、およびイベントのセットを使用してサービス要素をモデル化する方法[2]

## メッセージと認証
USPメッセージは、1つ以上の転送プロトコルを介して末端の端末間で送信されている。
Agentが複数のトランスポートプロトコルをサポートしている場合、Agentは、複数のトランスポートプロトコルを介して特定のコントローラに到達するためのパラメーターを使用して構成できる。Agentは、トランスポートプロトコルを順番に使用して、またはすべてのトランスポートプロトコルで同時に、Notificationをコントローラに送信しようとするように設計（または構成）できる。 USPは、末端の端末が重複メッセージを受信したことを認識し、重複メッセージを破棄できるように設計されている。末端の端末は常に、メッセージが受信されたのと同じトランスポートプロトコルで応答を送信する。

### セキュリティ
エンドツーエンドのセキュリティは、USP Endpointによるセグメンテーションと送信の前にペイロードを保護し、受信側のUSP Endpointによる再構築されたペイロードの復号によって確立されている。
USPは、Agent-Controllerメッセージ交換でUSPペイロードを保護するための1つのセキュリティメカニズムとしてTLSを採用している。相互運用性のため、USPエンドポイントは最初は単一の暗号仕様に制限されているが、プロトコルの将来の改訂では暗号サポートの拡張が選択される可能性がある。
USPは、TLSによって提供されるX.509証明書を使用したピア認証に依存している。各USPエンドポイント識別子は、X.509証明書内で識別されている。

## TR-369対TR-069
ユーザーサービスプラットフォーム（TR-369）とCPE WAN管理プロトコル（TR-069）は同じフレームワークを共有するが、それらは異なる目的のために設計された。 USPをIoTデバイスにより適したものにするいくつかの特性がある。
- USPは複数のトランスポートプロトコルをサポートしている。これらには、Websocket、Constrained Application Protocol（CoAP）、Simple Text-Oriented Messaging Protocol（英語版）（STOMP）、およびMessage Queuing Telemetry Transport（MQTT）が含まれている。
- USPは、常時接続の直接通信用に設計されている。接続が確立されると、WebsocketまたはSTOMPセッションが無期限に開かれ、ControllerはEndpointにMessageを自由に送信できる。
- USPのメッセージオーバーヘッドはTR-069よりも小さくなっている。[4]
- USPは、わずかに変更されたDevice:2 Root（TR-181）データモデル（Device:2）に依存している。これにより、USPとTR-069の両方を1つの展開で共存させ、さまざまな目的を果たすことができる。